# Pistyń
Pistyń (ukr. Пістинь) – wieś w rejonie kosowskim obwodu iwanofrankowskiego. Wieś liczy 3921 mieszkańców.

## Historia
Założona w 1375 roku. Prywatna wieś szlachecka prawa wołoskiego Pystyń, położona była w ziemi halickiej województwa ruskiego. W 1756 Pistyń otrzymał magdeburskie prawa miejskie. 
Przez pewien czas podczas zaboru austriackiego jako miasteczko wchodził w skład obwodu, czyli cyrkułu kołomyjskiego. Pod koniec XIX w. jego częścią była Wybranówka.
W 1776 r. Marianna Ponińska ufundowała w Pistyniu parafię rzymskokatolicką, wznosząc w latach 1770 - 1780 drewniany kościół pw. Trójcy Przenajświętszej. Do końca XIX posługę w nim pełnili ojcowie bernardyni. 
W II Rzeczypospolitej miejscowość była siedzibą gminy wiejskiej Pistyń w powiecie kosowskim województwa stanisławowskiego i jednym z polskich znanych kurortów. 
W czasie okupacji niemieckiej mieszkanka wsi Tuśka Koszak ukrywała Żydówkę Dorę Eisenberg, za co w 2018 roku Instytut Jad Waszem uhonorował ją tytułem Sprawiedliwej wśród Narodów Świata.
24 lipca 1943 r. nacjonaliści ukraińscy z OUN-UPA zamordowali ks. Józefa Grzesiowskiego, administratora tutejszej parafii. 10 listopada i 24 grudnia 1944 r. zamordowali 46 Polaków. Spalili też kościół parafialny.

## Urodzeni w Pistyniu
- Jan Śliwiński (1844–1903) – organmistrz prowadzący we Lwowie w latach 1876-1903 największą wówczas firmę organmistrzowską w Galicji.
- Jerzy Misiński (1892–1944) – kapitan Wojska Polskiego, lekkoatleta, działacz i dziennikarz sportowy